# Haplochromis diplotaenia
Haplochromis diplotaenia är en fiskart som beskrevs av Regan och Ethelwynn Trewavas 1928. Haplochromis diplotaenia ingår i släktet Haplochromis och familjen Cichlidae. IUCN kategoriserar arten globalt som otillräckligt studerad. Inga underarter finns listade i Catalogue of Life.